# Hermenéutica

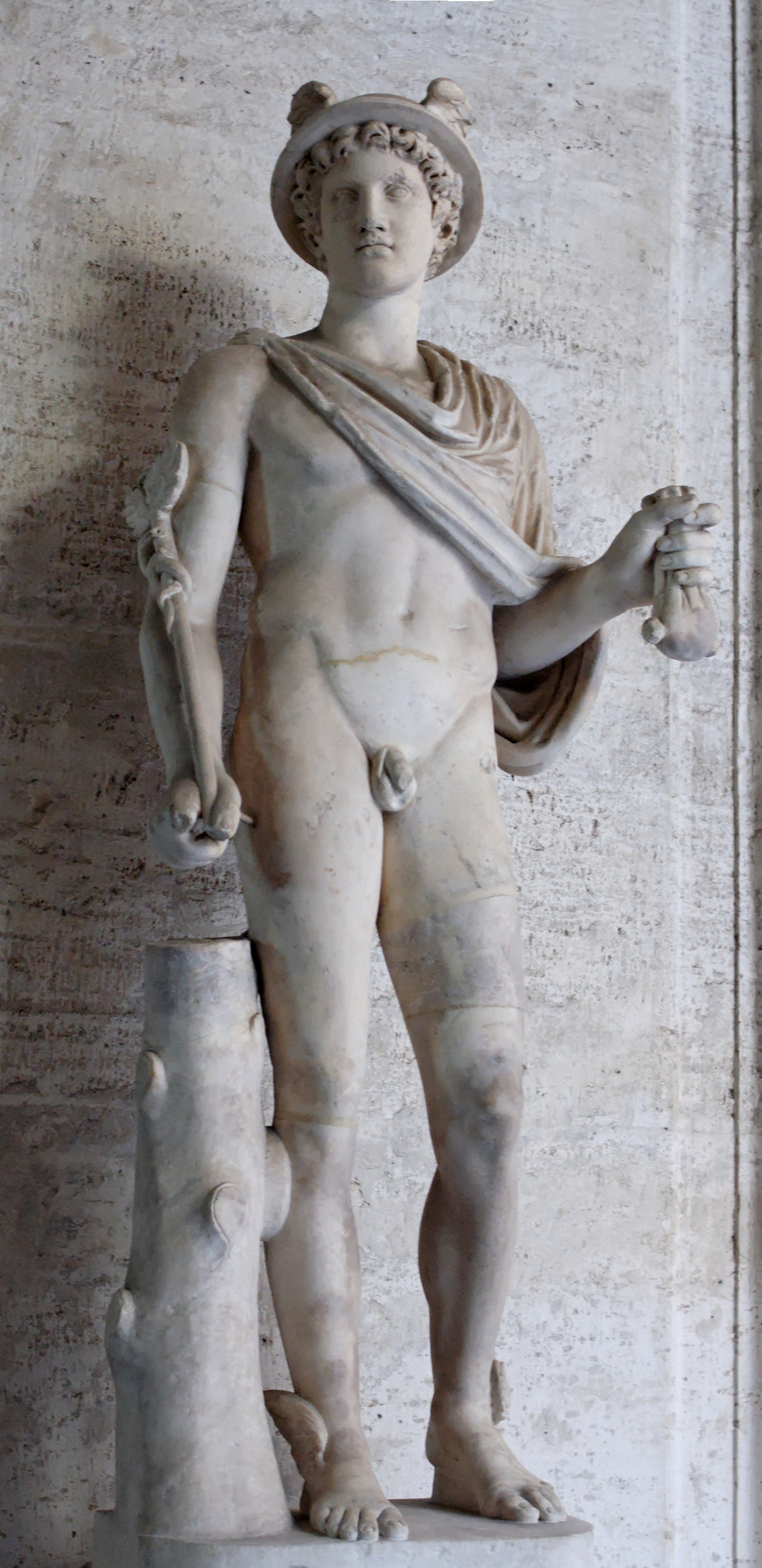
Hermes, mensajero de los dioses, la inspiración del nombre hermenéutica.

La hermenéutica (del griego ἑρμηνευτικὴ τέχνη [hermeneutiké tekhne], 'arte de interpretar y, asimismo, explicar o traducir’) es el arte de la interpretación, explicación y traducción de la comunicación escrita, la comunicación verbal y, ya secundariamente, la comunicación no verbal. Su concepto central de constitución moderna es el de comprensión (Verstehen) de textos escritos importantes.
La necesidad de una disciplina hermenéutica viene determinada por las complejidades del lenguaje, que frecuentemente conducen a conclusiones diferentes e incluso contrapuestas en lo que se refiere al significado de los textos. La hermenéutica, eminentemente desde Schleiermacher, su fundamentador moderno, responde a la máxima célebre de alcanzar a comprender al autor mejor de lo que él mismo alcanzaba a comprenderse. La hermenéutica intenta descifrar el significado complejo, oculto o no evidente que subyace en el discurso y, a este fin, intenta la exégesis de la razón misma sobre el significado.
A veces «exégesis» y «hermenéutica» se usan como términos sinónimos, pero la hermenéutica es una disciplina metodológica más amplia por cuanto resulta difícil fijar sus límites y puede abarcar no solo la comunicación escrita, verbal, sino también no verbal. 'Hermenéutica', como sustantivo singular, se refiere a un método particular de interpretación (a diferencia de un criterio de 'doble hermenéutica'). La exégesis se centra especialmente en las escrituras sagradas y los textos filosóficos y artísticos.
La «consistencia hermenéutica» atañe al examen de textos para alcanzar una explicación coherente de estos. Hermenéutica, en filosofía, se refiere principalmente, tras Schleiermacher, a la teoría del conocimiento iniciada por Martin Heidegger, desarrollada por Hans-Georg Gadamer en su tesis Verdad y método, y otros pensadores y escuelas del siglo XX, como es el caso Bultmann, de Luigi Pareyson o de Paul Ricoeur.
Algunos intelectuales ajenos a la tradición humanística, como Murray Rothbard, consideran la hermenéutica un «sinsentido mistificante» e «incomprensible».
La hermenéutica fue inicialmente aplicada a la interpretación, o exégesis, de las escrituras sagradas. El método hermenéutico, tras las escuelas antiguas, de Alejandría a Antioquía o Pérgamo, obtuvo un centramiento técnico con Flacius y posteriormente con Meier, para obtener en el pensamiento de Friedrich Schleiermacher su cima en tanto que método total dirigido a la «comprensión», es decir relativo tanto a la lógica y la gramática como a la retórica y a la dialéctica y a la historia, según explicó Dilthey.
Es cierto que el vigor de la hermenéutica durante el siglo XX puede ser calibrado simplemente a partir de la influencia, por otra parte muy problemática, de Martin Heidegger y su discípulo Hans-Georg Gadamer (Verdad y método), pero ambos son tan importantes como discutibles. La hermenéutica emergió como teoría de la comprensión humana a finales del siglo XVIII e inicios del siglo XIX a través sobre todo de la obra del teólogo y traductólogo Friedrich Schleiermacher y Wilhelm Dilthey. La hermenéutica moderna se constituye, siguiendo la tradición filológica y filosófica, como interpretación de los grandes textos, en particular la Biblia (hermenéutica bíblica) y Platón, pero en general se ha referido a los textos particularmente difíciles e importantes y, de manera natural, ha funcionado como respaldo de la filología, la crítica literaria y la filosofía. Asimismo, se ha hecho extensiva a cualquier tipo de objeto humanístico.
Tras Dilthey, en el ámbito de la filología ha sido heredada por la escuela idealista, en particular Leo Spitzer y la escuela Estilística, si bien esta se bifurcó adoptando en parte una visión neopositivista o formalista refractaria al saber hermenéutico. En el ámbito de la filosofía ha tenido un eje alemán definido por el ya referido Martin Heidegger de Ser y tiempo (1927), recontinuado particularmente por su discípulo Hans-Georg Gadamer en su muy influyente, y hoy discutido por invasivo (Verdad y método), donde la hermenéutica representa una teoría de la verdad y el método que expresa la universalización del fenómeno interpretativo desde la historicidad concreta y personal. Sea como fuere, la Hermenéutica pasó a desempeñar en el último cuarto del siglo XX una posición filosófica general que ha sido designada a menudo como koiné, especialmente asociada a la escuela de Vattimo y otros sectores europeos y americanos, donde las derivaciones son múltiples.

## Origen y evolución de la hermenéutica
El término hermenéutica proviene del verbo griego ἑρμηνεύειν (hermenéuein) que significa interpretar, declarar, anunciar, esclarecer y, por último, traducir. Significa que alguna cosa se vuelve comprensible o se lleva a la comprensión. Se considera que el término deriva del nombre del dios griego Hermes, el mensajero, al que los griegos atribuían el origen del lenguaje y la escritura y al que consideraban patrono de la comunicación y el entendimiento humano. El término originalmente expresaba la comprensión y explicación de una sentencia oscura y enigmática de los dioses u oráculo, que precisaba una interpretación correcta.
El término hermenéutica deriva directamente del adjetivo griego ἑρμηνευτικἡ, que significa saber explicativo o interpretativo, especialmente de las Sagradas Escrituras, y del sentido de las palabras de los textos, así como el análisis de la propia teoría o ciencia volcada en la exégesis de los signos y de su valor simbólico.
El término técnico ἑρμηνεία (hermeneia, 'interpretación, explicación') se introdujo en la filosofía principalmente a través del título de la obra de Aristóteles Περὶ Ἑρμηνείας (Peri Hermeneias), comúnmente conocida por su título en latín De Interpretatione y traducida al español como Sobre la interpretación. Es una de las obras filosóficas más antiguas (c. 360 a. C.) existentes en la tradición occidental que trata la relación entre el lenguaje y la lógica de una manera integral, explícita y formal:

El uso primitivo de 'hermenéutica' lo sitúa dentro de los límites de lo sagrado. Un mensaje divino debe recibirse con una incertidumbre implícita en cuanto a su verdad. Esta ambigüedad es una irracionalidad; es una especie de locura que se inflige al receptor del mensaje. Solo quien posea un método racional de interpretación (es decir, una hermenéutica) podría determinar la verdad o falsedad del mensaje.

### Antecedentes
Evémero de Mesene (siglo IV a. C.) realizó el primer intento de interpretar racionalmente las leyendas y mitos griegos reduciendo su contenido a elementos históricos y sociales (evemerismo). En el siglo VI a. C. Teágenes de Regio intentó una empresa parecida para interpretarlos de forma alegórica y extraer su sentido profundo.
En los primeros rétores ya existen maduras interpretaciones del discurso.
La interpretación alegórica se encuentra en la base de la disciplina hermenéutica.

### Hermenéutica, filología y teología
Pero el origen de los estudios hermenéuticos se encuentra fundamentalmente en la Escriturística y en la teología cristiana, donde la hermenéutica tiene por objeto fijar los principios y normas que han de aplicarse en la interpretación de los libros sagrados de la Biblia. Filón de Alejandría es el primer gran maestro de la interpretación alegórica.
La filología y la ciencia de la literatura, en particular Crítica literaria y Teoría literaria así como la disciplina auxiliar ecdótica o crítica textual definen campos disciplinarios tanto paralelos como subsumidos en la Hermenéutica.
Los libros bíblicos, que, como revelados por Dios pero compuestos por hombres, poseían dos significados distintos: el literal y el espiritual, este último dividido en tres: el anagógico, el alegórico y el moral:
- El sentido literal es el significado por las palabras de la Escritura y descubierto por la exégesis filológica que sigue las reglas de la justa interpretación. Según Tomás de Aquino, en Summa Theologiae I, q. 1, a. 10, ad 1:

Et ita etiam nulla confusio sequitur in sacra Scriptura, cum omnes sensus fundentur super unum, scilicet litteralem.
Y de este modo no existe confusión en las Escrituras, puesto que todos los sentidos se fundamentan en uno, el literal.
- El sentido espiritual, infundido por Dios en el hombre según la creencia cristiana, da un sentido religioso suplementario a los signos, dividido en tres tipos diferentes:
  - El sentido alegórico, por el que es posible a los cristianos adquirir una comprensión más profunda de los acontecimientos reconociendo su significación en Cristo; de esa manera el paso del mar Rojo simboliza la victoria de Cristo y el bautismo. (véase 1 Co 10:2).
  - El sentido moral, por el cual los acontecimientos narrados en la Escritura pueden conducir a un obrar justo; su fin es la instrucción (1 Co 10, 11; véase Epístola a los hebreos 3-4,11).
  - El sentido anagógico (o sentido místico) por el cual los santos pueden ver realidades y acontecimientos de una significación eterna, que conduce (en griego anagogue) a los cristianos hacia la patria celestial. Así, la Iglesia en la tierra es signo de la Jerusalén celeste. (véase Apocalipsis 21,1-22,5).

### Romanticismo y Friedrich Schleiermacher
Después de permanecer recluida durante varios siglos en el ámbito de la teología, la hermenéutica se abrió en la época del romanticismo a todo tipo de textos escritos. En este contexto se sitúa Friedrich Schleiermacher (1768-1834), que ve en la tarea hermenéutica un proceso de reconstrucción del espíritu de nuestros antepasados. Así, Schleiermacher plantea un círculo hermenéutico para poder interpretar los textos, postula que la correcta interpretación debe tener una dimensión objetiva, relacionada con la construcción del contexto del autor, y otra subjetiva y adivinatoria, que consiste en trasladarse al lugar del autor. Para Schleiermacher la hermenéutica no es un saber teórico sino práctico, esto es, la praxis o la técnica de la buena interpretación de un texto hablado o escrito. Trátase ahí de la comprensión, que se volvió desde antaño un concepto fundamental y finalidad de toda cuestión hermenéutica. Schleiermacher define la hermenéutica como «reconstrucción histórica y adivinatoria, objetiva y subjetiva, de un discurso dado».

### Historicismo y Dilthey
A raíz de la perspectiva de Friedrich Schleiermacher surge la propuesta de Wilhelm Dilthey (1833-1911). Dilthey, a partir de su lectura de Immanuel Kant despierta su atracción hacía la filosofía, además de su interés exacto por los textos históricos y la filología, desde 1861 surgen sus planes para desarrollar una teoría concreta de las Ciencias del Espíritu expresada en su libro Introducción a las Ciencias del Espíritu, tomando éstas a partir de su diferencia con las Ciencias Naturales. La diferencia de ambas ciencias consta en las condiciones bajo las que surgen sus procesos; tenemos a las Ciencias del Espíritu como algo que comprendemos y que es presentado desde dentro como realidad y como conexión, ocupándose de objetivaciones lingüísticas del espíritu; mientras que las Ciencias Naturales se basan meramente en su explicación originándose desde fuera y como un fenómeno. Esta contraposición entre el explicar y comprender se moldea como realidad histórico-social conservada en la memoria y posteriormente expresada en forma de noticia o teoremas. Las Ciencias de Espíritu surgen cuando el hombre toma consciencia de su actividad como dotadora de sentidos depositados en textos y documentos, se presta singular atención al comprender y no al explicar porque este a diferencia del segundo no pretende limitaciones, es decir, abre a las posibilidades dentro de las que el hombre puede apropiarse de lo que considere. Para Dilthey comprender el mundo histórico no es conocer el mundo de manera científica ni la interioridad del individuo, sino adentrarse en los sentidos producidos por el individuo en su relación con otros a través de los canales mencionados anteriormente, entonces el intérprete de aquellos textos y documentos se ocupa de reproducir los textos para reconocerlos como propios por medio de la comprensión de los mismos.
En virtud de la aportación de Schleiermacher respecto a la hermenéutica que busca extender la comprensión a la relación de los hombres entre sí y su relación con el mundo, Dilthey advierte que aquello que se convierte en objeto de comprensión son meramente "manifestaciones de la vida" fijadas permanentemente en la escritura, estas manifestaciones pueden ser leídas y entendidas alrededor de un contexto histórico. Traslada la adquisición de la experiencia a un ámbito de historia estableciendo a la hermeneútica como la base de las Ciencias del Espíritu pues el individuo se constituye como un ser histórico que se colma del recuerdo humano y que vive de él. El acto de comprensión se constituye entonces como un reconstructor que se repite, esto es dado gracias a la recuperación de mensajes de otra época que se pretenden entender, pero para entenderlos es necesario tender un puente, este puente pasa a concebirse como un texto o documento que a su vez da lugar a algo eterno que se reproduce a través del tiempo.
Por medio de la aplicación de la hermenéutica descubrimos significados a partir de la interpretación de las palabras y los textos, se trata de una teoría que recupere el sentido y elementos de un todo, la comprensión entonces es el medio por el cual conocemos en pleno la interioridad de lo que en el momento se interpreta.
Además se considera el enfoque de Wlihelm Dilthey como pionera en la Pedagogía Humanista.

### Martin Heidegger
Ya en el siglo XX, Martin Heidegger, en su análisis de la comprensión, afirma que, cualquiera que sea, presenta una «estructura circular»:

Toda interpretación, para producir comprensión, debe ya tener comprendido lo que va a interpretar.

Esta reciprocidad entre texto y contexto es parte de lo que Heidegger llama el círculo hermenéutico. Otro pensador central en el desarrollo de este concepto es el sociólogo Max Weber.
Heidegger introduce nuevos derroteros en la hermenéutica al dejar de considerarla únicamente como un modo de comprensión del espíritu de otras épocas y pensarla como el modo fundamental de situarse el ser humano en el mundo: existir es comprender. De esta forma, cambia el foco de la hermenéutica desde la interpretación a la comprensión existencial, la cual es tratada como un modo de ser en el mundo más directo, no-mediado —por lo tanto más auténtico— que simplemente como un «modo de conocer». Por ejemplo, sostuvo la necesidad de una «hermenéutica especial de la empatía» para disolver el clásico problema filosófico de las «otras mentes», poniendo el problema en el contexto del estar-con del modo de relacionarse humano. (A pesar de que el mismo Heidegger no completó este proyecto.)
Desde entonces su hermenéutica de la facticidad se convierte en una filosofía que identifica la verdad con una interpretación históricamente situada, lo cual elevaría a modelo su discípulo Hans-Georg Gadamer, el más influyente de los hermeneutas de la segunda mitad del siglo XX. La hermenéutica de Gadamer bajo supuesta extensión comprehensiva suplanta los campos disciplinarios contiguos.
Los seguidores de este enfoque sostienen que algunos textos y las personas que los producen no pueden ser estudiados por medio del uso de los mismos métodos científicos que son usados por las ciencias naturales, llegando a posturas parecidas a las del antipositivismo. Incluso, sostienen que esos textos son expresiones convencionalizadas de la experiencia del autor. Por lo tanto, la interpretación de aquellos textos revelará algo acerca del contexto social en el cual se formaron, y, más significativamente, proveerá al lector un medio para compartir las experiencias del autor. Por estas razones, la hermenéutica es considerada la escuela de pensamiento opuesta al positivismo.

### Paul Ricoeur
Paul Ricoeur (Essais d’herméneutique, París: Seuil, 1969) supera en su aporte a las dos corrientes anteriores, y propone una «hermenéutica de la distancia», lo que hace que surja una interpretación es el hecho de que haya una distancia entre el emisor y el receptor.
De esta hermenéutica surge una teoría cuyo paradigma es el texto, es decir, todo discurso fijado por la escritura. Al mismo tiempo este discurso sufre, una vez emitido, un desarraigamiento de la intención del autor y cobra independencia con respecto a él.
El texto ahora se encuentra desligado del emisor, y es una realidad metamorfoseada en la cual el lector, al tomar la obra, se introduce. Pero esta misma realidad metamorfoseada propone un «yo», un «Dasein», que debe ser extraído por el lector en la tarea hermenéutica. Para Ricoeur interpretar es extraer el ser-en-el-mundo que se halla en el texto. De esta manera se propone estudiar el problema de la «apropiación del texto», es decir, de la aplicación del significado del texto a la vida del lector. La reelaboración del texto por parte del lector es uno de los ejes de la teoría de Paul Ricoeur.

### Mircea Eliade
Mircea Eliade, como un hermeneuta, entiende la religión como «experiencia de lo sagrado», e interpreta lo sagrado en relación con el profano. El filósofo rumano subraya que la relación entre lo sagrado y lo profano no es de oposición, sino de complementariedad, después de haber interpretado el profano como hierofanía. La hermenéutica del mito es una parte de la hermenéutica de la religión. La gente no debe interpretar el mito como una ilusión o como una mentira, porque hay verdad a redescubrir en el mito. El mito es interpretado por Mircea Eliade como «historia sagrada». Eliade introduce el concepto de «hermenéutica total».

## Estructuras básicas de la comprensión y Hermenéutica diatópica
- Estructura de horizonte: el contenido singular y aprendido en la totalidad de un contexto de sentido, que es preaprendido y coaprendido.
- Estructura circular:[19] la comprensión se mueve en una dialéctica entre la precomprensión y la comprensión de la cosa, es un acontecimiento que progresa en forma de espiral, en la medida que un elemento presupone otro y al mismo tiempo hace como que va adelante.
- Estructura de diálogo: en el diálogo mantenemos nuestra comprensión abierta, para enriquecerla y corregirla.
- Estructura de mediación: la mediación se presenta y se manifiesta en todos los contenidos, pero se interpreta como comprensión en nuestro mundo y en nuestra historia.

Por otro lado, Hermenéutica diatópica es concepto utilizado en sociología y antropología y que describe los espacios de argumentación intercultural necesarios para favorecer un diálogo alejado de posiciones etnocéntricas. Este procedimiento parte de la base de que todas las culturas son incompletas, y que para alcanzar el máximo grado de plenitud es necesario este intercambio de argumentaciones.

## Hermenéutica en Hispanoamérica

### Mauricio Beuchot
La propuesta de hermenéutica analógica efectuada por Mauricio Beuchot surge a partir del Congreso Nacional de Filosofía, llevado a cabo en la ciudad de Cuernavaca (estado de Morelos, México), en 1993, sintetizada en su obra Tratado de hermenéutica analógica (1997). Influenciado por el filósofo argentino Enrique Dussel y el llamado método analéctico, para posteriormente retomar ideas de la analogía en Peirce, Mauricio Beuchot propone un proyecto hermenéutico denominado hermenéutica analógica o también hermenéutica analógico-icónica.
La hermenéutica analógica, basada en el concepto de analogía, se estructura como intermedia entre la univocidad y la equivocidad. La univocidad tiende a la identidad entre el significado y su aplicación, es una idea positivista y fuerte que pretende objetividad. Por ejemplo la hermenéutica de Emilio Betti. Mientras que la equivocidad es la diferencia del significado y de aplicación, tiende al relativismo y subjetivismo. Por ejemplo la filosofía de Richard Rorty. La hermenéutica analógica trata de evitar posturas extremas, abriendo el margen de las interpretaciones, jerarquizándolas de una manera ordenada de modo que exista una interpretación que sea el analogado principal y otras interpretaciones que sean analogados secundarios.
Así se plantea como una postura moderada, que recupera la noción aristotélica de la frónesis, y puede plantearse como la interpretación de textos que permite una postura ni equivocista (lo que no es) ni univocista (lo que es), sino prudente en un punto medio.

### Jorge Enrique González Rojas
Ha contribuido al Análisis Cultural, la Hermenéutica y la Fenomenología desde la Sociología y la Filosofía. Autor que relaciona interdisciplinarmente Filosofía y Psicología, Filosofía del lenguaje, Filosofía analítica, Semiótica y, ante todo Hermenéutica, Análisis Cultural y Sociología. Es uno de los principales sociólogos de Latinoamérica en el ámbito de la llamada Hermenéutica Analógica, reconocida como hermenéutica filosófica a partir de la cual ha investigado de la mano del filósofo mexicano Mauricio Beuchot y otros. Su propuesta avanza en la construcción de enunciados claros y ubicados de forma histórica y espacial.

### Crítica de Bunge a la hermenéutica
Según Mario Bunge, la hermenéutica filosófica se opone al estudio científico de la sociedad. En particular, desprecia la estadística social y los modelos matemáticos. Dado que considera lo social como si fuera espiritual, la hermenéutica desprecia los factores ambientales, los biológicos y los económicos, al mismo tiempo que rechaza abordar los hechos macrosociales, como la pobreza y la guerra. De este modo, la hermenéutica constituye un obstáculo a la investigación de las verdades acerca de la sociedad y, por tanto, de los fundamentos de las políticas sociales.